# 백기성
백기성(白基成, 1949년 3월 27일 ~ )은 전 대한민국의 야구 선수이자, 전 KBO 리그 코치이다.

## 출신학교
- 배문중학교
- 배문고등학교[1]

## 한국 프로 야구 시절

### 해태 타이거즈
1983년 이 팀 코치를 맡아 프로야구계에 입문했고 1992년 시즌 후 쌍방울 레이더스 코치로 갈 예정이었지만 조건이 맞지 않아 불발되자 1993년 시즌에 야인으로 지냈으며 1991년 10월 22일부터 3년 계약 형식으로 태평양 돌핀스 감독에 취임한 정동진 감독이 4년 연속 포스트시즌 진출에 실패하여 1993년 시즌 뒤 김인식 감독이 정동진 감독 후임설에 거론될 당시 수석 겸 수비코치 물망에 올랐는데 역대 인천 팀 감독 중 계약기간을 채운 사람이 단 한명도 없었던 점 뿐 아니라 주전들의 잇따른 부상으로 전력 공백이 컸던 점을 고려하여 김의광 사장이 정동진 감독에게 마지막 기회를 줘 정동진 감독이 태평양에 그대로 잔류하는 바람에 좌절됐다.

### 한화 이글스 (1기)
1993년 시즌 후 한화 이글스 2군감독으로 현장에 돌아온 후 2군 감독,수석코치를 역임했지만 1996년 준플레이오프 패퇴에 따른 문책성 해고에 따라 그 해 말 팀을 떠났다가 1997년 SBS 라디오 해설위원으로 활동했다.

### OB 베어스
1997년 시즌 후 1년 전속계약으로 OB 베어스 코치를 맡아 현장에 돌아왔는데 1998년 준플레이오프 패퇴에 따른 문책성 해고에 따라 그 해 말 팀을 떠나 한동안 현장에서 멀어져 있었다.

### SK 와이번스
2000년 시즌 후 한화 시절 감독으로 있었던 강병철 감독의 부름을 받아 SK 와이번스 코치를 맡아 현장에 돌아왔지만 2년 연속 포스트시즌 진출 실패에 따른 문책성 해고에 따라  2001년 말 팀을 떠나 또다시 현장 복귀와는 거리가 멀었다.

### 한화 이글스 (2기)
2004년 10월 한화 이글스에 김인식 감독이 부임함에 따라 코치로서 합류한다. 2005년 시즌 종료 후 보직을 2군 타격코치에서 2군 감독으로 옮긴다. 2006년 2군 감독 시절, 당시 2군 선수였던 최주녕 선수와의 불편한 관계로 명예훼손에 관한 고소사건이 있었다.

## 참조
1. ↑  프로야구 두산 前감독 김인식 《한국일보》, 2003년 10월 15일 작성
2. ↑  “쌍방울 감독에 申鎔均(신용균)씨 선임”. 경향신문. 1992년 9월 15일. 2020년 2월 29일에 확인함.
3. ↑  “丁동진씨 태평양과 계약”. 충청투데이. 1991년 10월 24일. 2020년 8월 13일에 확인함.[깨진 링크(과거 내용 찾기)]
4. ↑  “태평양 丁동진감독 교체”. 문화일보. 1993년 9월 8일. 2020년 8월 13일에 확인함.[깨진 링크(과거 내용 찾기)]
5. ↑  “한화이글스 2군감독에 백기성씨”. 한겨레신문. 1993년 11월 25일. 2020년 2월 29일에 확인함.
6. ↑  연합 (1997년 10월 28일). “<프로야구소식>OB, 백기성.김경문코치 영입”. 연합뉴스. 2020년 2월 29일에 확인함.
7. ↑  천병혁 (2000년 10월 19일). “<프로야구소식> SK, 코칭스태프 대개편”. 연합뉴스. 2020년 2월 29일에 확인함.
8. ↑  아버지와 아들이 적으로 만난다 《Osen》, 2004년 10월 20일 작성
9. ↑  한화, 1군 투수코치 최동원 임명 《연합뉴스》, 2005년 10월 25일 작성
10. ↑  누명벗은 백기성 前2군 감독 《대전일보》, 2007년 3월 13일 작성